# 克努兹·拉瓦尔
克努茲·拉瓦爾（丹麥語：Knud Lavard；1096年—1131年）是一位丹麥王子。後來，他成為第一位什勒斯維希公爵和第一位同時是丹麥和神聖羅馬帝國附庸的親王，這一地位導致南日德蘭歷史上的雙重地位。他被他的表弟馬格努斯一世殺害，馬格努斯將他視為丹麥王位的競爭對手。他在1170年被封聖。
他是瓦爾德馬其後續王室成員的祖先。他是丹麥國王瓦爾德馬一世的父親和丹麥國王瓦爾德馬二世的祖父。